# Repnje
Repnje so razloženo naselje v Občini Vodice, zahodno od avtoceste Ljubljana–Kranj. Z Ljubljano so Repnje ob delavnikih povezane z rednimi medkrajevnimi avtobusnimi linijami. Kraj se prvič omenja leta 1154. Nekoč taborska sv. Tilna, ki stoji na griču pod Repenjskim hribom (483 m), je prvič omenjena leta 1476. Do nje vodi nezahtevna pešpot iz Smlednika (mimo Starega gradu). V vasi deluje Samostan šolskih sester Repnje.

## Znani krajani
- Jernej Kopitar (1780–1844), jezikoslovec
- Valentin Zarnik (1837–1888), pravnik, politik in pisatelj
- Vodiška Johanca (1885–1919), lažna mistikinja
- Fran Petre (1906–1978), literarni zgodovinar
- Cene Kranjc (1911–1993), novinar, urednik, knjižničar in publicist